# 红旗-7近程防空导弹
紅旗七號飛彈是中國人民解放軍製的短程防空飛彈，引进自泰雷兹集团的海响尾蛇导弹（Crotale EDIR）。1980年代自法国购入后开始研制，1988年定型，是解放軍第二代地空导弹武器系统，能够对付低空快速突防目标。陸基型为红旗-7A，海基型为红旗-7B（俗称海红旗7），出口型称FM-80。
红旗七號采了红外線、电视、雷达复合制导体制，全程无线电指令制导，战斗部为爆炸破片杀伤型，单发命中率80%-90%。陸基武器系统导弹裝於4联装发射架，連同雷達架於特製4X4装甲越野车，射程500米-12千米，射高30米-5.5千米，一个基本作战連配备有1部搜索指挥车和2-3部发射车，搜索指挥车上有大型雷達可以取代發射車配的小雷達以增強戰力，飛彈一枚造價約16萬人民幣，發射車約106萬人民幣。

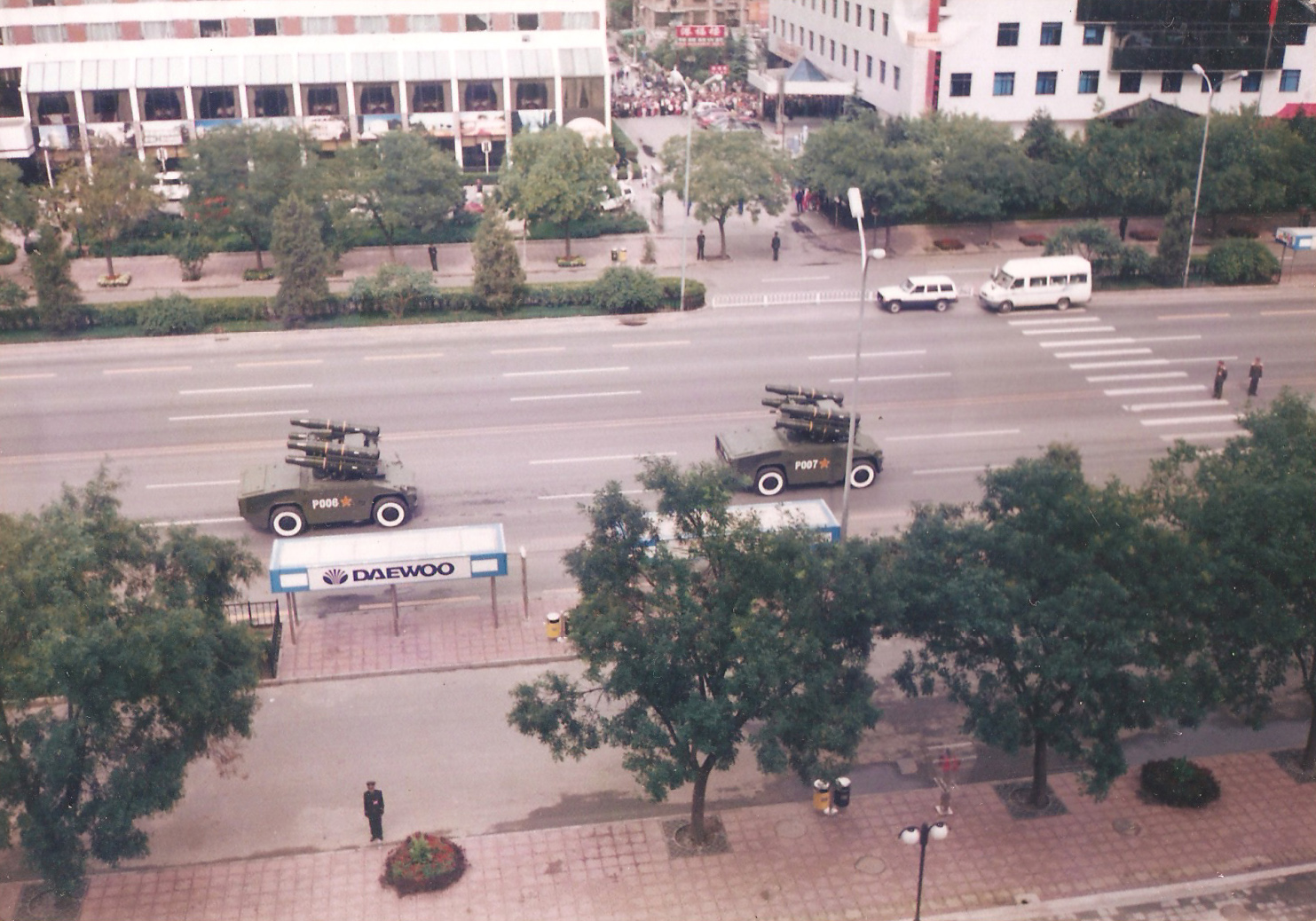
陸基红旗-7A

## 用户
- 阿尔及利亚
- 中国
- 巴基斯坦
- - 土库曼斯坦空军 - FM-90
- - 乌兹别克斯坦空军：防空军 - HQ-7/FM-90

## 外部連結
- Land HQ-7 （页面存档备份，存于）
- Naval HQ-7